# 莫敬典
莫敬典（越南语：／；？—1580年）是越南南北朝時期莫朝的將領。他是莫太宗次子，封謙王。莫茂洽继位为莫朝皇帝后，加封为谦太王。1570年至1580年之間曾多次率軍南下攻擊後黎朝。

## 生平大事
- 1570年八月，莫敬典發兵十餘萬進攻清化，攻擊後黎朝。見鄭松有所防備，於同年十二月引軍退回。
- 1571年，莫敬典擊敗後黎朝，攻佔乂安，威脅順化、廣南等地。黎英宗與鄭松商議，派遣晉郡公鄭模、萊郡公潘公績援乂安，敬典退兵。
- 1572年七月，再率軍攻清化、乂安，並遣立郡公立暴自水路襲擊順化，被阮潢設伏兵打敗。
- 1574年六月，遣部將阮倦攻乂安，俘宏郡公。
- 1575年，同阮倦一起再襲乂安，大敗後黎朝，俘其主將潘公績。
- 1576年，莫敬典、阮倦攻清化、乂安，在清化的玉山俘獲後黎朝主將鄭模。
- 1579年，莫敬典再徵後黎朝，在金甌山遭到伏擊，撤軍。
- 1580年七月，因病不能出征，派西道將莫玉麟、南道將阮倦攻打清化，掠附近各縣居民財畜而歸。同年十月病逝。

## 家族

### 兄弟
- 莫憲宗 莫福海
- 寧王 莫福滋
- 莫履禪
- 莫履和
- 莫協泰
- 應王 莫敦讓

### 子女
- 子九人：
  - 長子：唐安王副總帥莫敬止，後為莫朝皇帝
  - 次子：忠謹公錦衣衛掌衛事莫敬直
  - 三子：端亮公興國衛掌衛事莫敬敷
  - 四子：惠成公昭武衛掌衛事莫敬簡
  - 五子：勇義公朝東衛掌衛事莫敬遵
  - 六子：達禮公莫敬慎
  - 七子：敦厚公莫敬恭，後為莫朝皇帝
  - 八子：匡輔公莫敬體
  - 九子：莫敬邦
- 女九人：
  - 良郡上主莫玉碧
  - 宜郡上主莫玉琯
  - 安郡上主莫玉璽
  - 陽郡上主莫玉琰
  - 僊郡上主莫玉琬（養女）
  - 莫氏佳（夫阮福源）